# Raso da Catarina
Raso da Catarina är ett högland i Brasilien.   Det ligger i delstaten Bahia, i den östra delen av landet, 1 200 km nordost om huvudstaden Brasília.
Omgivningarna runt Raso da Catarina är huvudsakligen savann. Trakten runt Raso da Catarina är nära nog obefolkad, med mindre än två invånare per kvadratkilometer.